# 1775 w literaturze
Wydarzenia literackie w 1775 roku.

## Nowe książki
- polskie
  - Ignacy Krasicki – Myszeida

- zagraniczne
- Edmund Burke
  - Speech on American Taxation, April 19, 1774
  - Speech on Conciliation with the Colonies, March 22, 1775
- Hester Chapone - Miscellanies
- Geoffrey Chaucer - The Canterbury Tales of Chaucer (Thomas Tyrwhitt, wydawca)
- William Combe - Letters from Eliza to Yorick (forgeries supposed to be from Eliza Draper to Laurence Sterne)
- Elizabeth Griffith - The Morality of Shakespeare's Comedy Illustrated
- John Howie - Biographia Scoticana
- Samuel Johnson
  - A Journey to the Western Islands of Scotland
  - Taxation No Tyranny (in answer to the American revolutionaries)
- Henrietta Knight - Letters to William Shenstone
- James Macpherson - The History of Great Britain
- the Abbé Morelly - The Code of Nature
- Joseph Priestley - Hartley's Theory of the Human Mind
- Laurence Sterne
  - Letters of the Late Rev. Mr. L. Sterne
  - Sterne's Letters to his Friends on Various Occasions
- John Wesley - A Calm Address to Our American Colonies

## Urodzili się
- 9 lipca – Matthew Gregory Lewis, brytyjski pisarz i dramaturg (zm. 1818)